# Lyngngam jezik
Lyngngam jezik (ISO 639-3: lyg; ostali nazivi: Khasi, Lyngam, Lyngym), jedan od četiri khasijska jezika. Govori se u Indijskim državama Meghalaya i Assam, ukupno oko 5 000 govornika. Priznat je tek 21. 4. 2008 a dotada je nabrajan kao jedan od dijalekata jezika khasi, a leksička sličnost iznosi mu tek 36%.
Na području Assama u disttriktu Kamrup u upotrebi su i asamski [asm], garo [grt] ili hinski [hin].

## Vanjske poveznice
- The Lyngngam Language